# تپه نیگاری
تپه نیگاری مربوط به سده‌های میانه و متاخر دوران‌های تاریخی پس از اسلام است و در شهرستان ملایر، بخش جوکار، دهستان جوکار، جنوب روستای عشاق واقع شده و این اثر در تاریخ ۷ اسفند ۱۳۸۶ با شمارهٔ ثبت ۲۱۶۴۹ به‌عنوان یکی از آثار ملی ایران به ثبت رسیده است.